# Stara Ladoga
Stara Ladoga (rusko Ста́рая Ла́дога, finsko Vanha Laatokka, staronordijsko Aldeigjuborg) je vas v Volhovskem okrožju Leningrajske oblasti v Rusiji. Vas leži ob reki Volhov blizu jezera Ladoga, 8 km severno od mesta Volhov. Stara Ladoga je bila v 8. i. 9. stoletju cvetoča trgovska postaja, v kateri so prevladovali Varjagi, ki so se kasneje imenovali Rusi, zato jo včasih imenujejo tudi prva prestolnica Rusije.

## Ustanovitev in ime
Dendrokronologija je pokazala, da je bila Ladoga ustanovljena leta 753. Do leta 950 je bila ena najpomembnejših trgovskih postaj v vzhodni Evropi. Trgovske ladje so plule iz Baltika preko Ladoge do Novgoroda, od tam pa do Konstantinopla ali Kaspijskega jezera. Pot do Konstantinopla se je imenovala  »trgovska pot od Varjagov do Grkov«. Druga pot, ki se je imenovala »volška trgovska pot«, je peljala po Volgi do hazarske prestolnice Itil (Atil) in od tam do južne obale Kaspijskega jezera in Bagdada. Najstarejši srednjeveški arabski kovanec (dirham), ki so ga odkrili v Evropi, so izkopali prav v Ladogi.
Prebivalci Stare Ladoge so bili Nordijci, Finci in Slovani, od tod tudi njena tri imena. Njeno izvirno finsko ime Alode-joki, ki pomeni  »nižinska reka«, se je preobrazilo v nordijsko Aldeigja in starovzhodnoslovansko Ladoga (Ладога).

## Ladoga pod Rurikom in Rurikoviči
Ipatijevski letopis pravi, da je legendarni varjaški vladar Rurik prišel v Ladogo leta 862 in jo izbral za svojo prestolnico. Rurikovi nasledniki so prestolnico preselili v Novgorod in nato v Kijev in položili temelje Kijevske Rusije. Na robu mesta je več velikih kraljevskih grobnih gomil – kurganov. V eni od njih, tako pravi izročilo, je Rurikov grob, v drugi pa grob njegovega naslednika Olega. Nordijska saga Heimskringla omenja, da je v 990. letih mesto napadel norveški vladar Eiríkr Hákonarson in ga požgal. Ladoga je bila približno od leta 800 do leta 900 najpomembnejše trgovsko središče v vzhodni Evropi. 90-95% vseh arabskih dirhamov,  ki so jih odkrili na Švedskem, je prišlo tja ravno preko Ladoge.
Naslednja omemba Ladoge v kronikah je iz leta 1019, ko se je švedska princesa Ingegerda poročila z Jaroslavom Novgorodskim. Jaroslav ji je s poročno pogodbo prepustil Ladogo, Ingegerda pa je za vladarja mesta postavila očetovega bratranca, švedskega grofa Regnvalda Ulfssona. Podatke iz kronike potrjujejo tudi sage in arheološka odkritja, ki kažejo, da se je Ladoga postopoma razvila v predvsem varjaško naselje. V mestu sta preživela otroštvo najmanj dva švedska kralja, kralj Stenkil in Inge I., verjetno pa tudi kralj Anund Gårdske.
V 12. in 13. stoletju je bila Ladoga trgovska postaja močne Novgorodske republike. Kasneje se je pomen trgovanja zmanjšal in večina prebivalcev se je v 15. stoletju začeli ukvarjati z ribištvom. V 14. stoletju sta bili zahodno od Ladoge zgrajeni trdnjavi Orešek  in Korela, zato se je zmanjšal tudi vojaški pomen Ladoge. V 15. stoletju je Ladoga pripadala Vodski petini (Водская пятина) Novgorodske republike. Imela je 84 gospodarstev, večina zemlje pa je bila v cerkveni lasti. Republika je v mestu zgradila citadelo s petimi stolpi in nekaj cerkva. Citadela je bila na prelomu 15. in 16. stoletja obnovljena, medtem ko sta cerkvi sv. Jurija in Marijinega vnebovzetja iz sredine 12. stoletja ohranili svojo prvotno podobo. V cerkvi sv. Jurija so še vidne freske iz 12. stoletja.

## Mestne znamenitosti
Car Peter Veliki je leta 1703 ustanovil mesto Nova Ladoga (Но́вая Ла́дога), ki leži bliže Ladoškemu jezeru. Ladoga je zatem začela propadati in se preimenovala v Staro Ladogo.
Jedro Stare Ladoge je stara trdnjava na sotočju Volhova in Jelene. V prejšnjih časih je imela trdnjava pomemben strateški položaj, ker je obvladovala edino možno pristanišče za pomorske ladje, ki niso mogle pluti po reki Volhov.
V mestu sta poleg že omenjenih cerkva tudi cerkev sv. Klimenta iz sredine 12. stoletja, ki je v ruševinah, in samostan sv. Nikolaja iz 17. stoletja.
V Stari Ladogi se bo do konca leta 2010 ponovno zgradil stolp Streločnaja.